# 敷香岳
敷香岳（ロシア語: пик Журавлёва, しすかだけ）は、樺太島の中部にある山である。
当該地域の領有権に関しては樺太を参照の事。

## 概要
- 樺太山脈にあり、敷香郡敷香町と名好郡名好町にまたがる。
- 標高は1375mで、日本領有下の樺太における最高峰であった。
- 敷香岳の自然と動植物についての書籍は、『写真集樺太』国書刊行会（1978年時点で撮影の写真も掲載）等。